# (393) Lampetia
(393) Lampetia – planetoida z pasa głównego asteroid okrążająca Słońce w ciągu 4 lat i 232 dni w średniej odległości 2,78 j.a. Została odkryta 4 listopada 1894 roku w Landessternwarte Heidelberg-Königstuhl w Heidelbergu przez Maxa Wolfa. Nazwa planetoidy pochodzi od Lampetii, która była córką boga Heliosa w mitologii greckiej. Przed jej nadaniem planetoida nosiła oznaczenie tymczasowe (393) 1894 BG.